# 2016年のブラジル
2016年のブラジル （2016ねんのブラジル）では、2016年のブラジルに関する出来事について記述する。

## できごと

### 8月
- 8月5日-21日 - 第31回夏季オリンピック。開催地はリオデジャネイロ。

### 9月
- 9月4日-5日 - 中華人民共和国浙江省杭州市で第11回20か国・地域首脳会合（G20）。ブラジルからはジルマ・ルセフ大統領が出席。
- 9月7日-18日 - 第15回夏季パラリンピック。開催地はリオデジャネイロ。